# True (canción de Spandau Ballet)
«True» es una canción interpretada por la banda de pop inglesa Spandau Ballet, publicada en su tercer álbum de estudio True (1983). Originalmente se grabó en Compass Point Studios, Bahamas, fue compuesta por uno de los líderes del grupo Gary Kemp y tiene una duración de seis minutos y medio (en la versión del álbum). Esta balada en parte rinde homenaje al artista de Motown Marvin Gaye, y fue grabada un año antes de su asesinato.
La canción fue un gran éxito en todo el mundo, entrando en el primer lugar en la lista del Reino Unido durante cuatro semanas en abril de 1983, convirtiéndose en el sexto sencillo con mayores ventas y alcanzó el puesto 1 en 20 países. Este hit que popularizó a la banda, fue muy recordado en los Estados Unidos, ya que alcanzó el puesto 4 en el "Billboard Hot 100" en octubre de ese mismo año y el 1 en la Adult Contemporary por una semana. Es notable también por su uso en la película estadounidense del año 1984 Sixteen Candles.
En 1985 la banda interpretó la canción en el cierre del festival de musical benéfico Live Aid. La nueva mezcla hecha por Tony Swain y Gary Kemp fue incluida en el álbum de 2002 Reformation.
El video musical, dirigido por Russell Mulcahy, se emitió por primera vez en abril de 1983.

## Lista de canciones
1. "True" – 5:39
2. "Gently" – 4:01

## Posicionamiento en listas
| Lista (1983)                           | Máxima posición |
| -------------------------------------- | --------------- |
| Alemania (Offizielle Deutsche Charts)  | 9               |
| Australia (Kent Music Report)          | 4               |
| Canadá (RPM Top Singles)               | 1               |
| Canadá (RPM Adult Contemporary)        | 5               |
| España (AFYVE)                         | 3               |
| Estados Unidos (Billboard Hot 100)     | 4               |
| Estados Unidos (Adult Contemporary)    | 1               |
| Estados Unidos (Mainstream Rock)       | 34              |
| Estados Unidos (Hot R&B/Hip-Hop Songs) | 76              |
| Irlanda (IRMA)                         | 1               |
| Nueva Zelanda (Recorded Music NZ)      | 4               |
| Países Bajos (Dutch Top 40)            | 4               |
| Países Bajos (Mega Single Top 100)     | 5               |
| Reino Unido (UK Singles Chart)         | 1               |
| Suiza (Schweizer Hitparade)            | 5               |

## Sucesión
| Predecesor: 'Tell Her About It de Billy Joel | U.S. Billboard Adult Contemporary Tracks — Sencillo N°. 1 8 de octubre de 1983 - 14 de octubre de 1983 | Sucesor: Islands in the Stream de Kenny Rogers & Dolly Parton |